# Chaudun
Chaudun és un municipi francès situat al departament de l'Aisne i a la regió dels Alts de França. L'any 2007 tenia 263 habitants.

## Demografia

### Població
El 2007 la població de fet de Chaudun era de 263 persones. Hi havia 84 famílies de les quals 16 eren unipersonals (16 dones vivint soles i 16 dones vivint soles), 12 parelles sense fills, 48 parelles amb fills i 8 famílies monoparentals amb fills.
La població ha evolucionat segons el següent gràfic:
Habitants censats

### Habitatges
El 2007 hi havia 98 habitatges, 89 eren l'habitatge principal de la família, 4 eren segones residències i 5 estaven desocupats. Tots els 98 habitatges eren cases. Dels 89 habitatges principals, 75 estaven ocupats pels seus propietaris, 13 estaven llogats i ocupats pels llogaters i 1 estava cedit a títol gratuït; 7 tenien tres cambres, 18 en tenien quatre i 64 en tenien cinc o més. 67 habitatges disposaven pel capbaix d'una plaça de pàrquing. A 38 habitatges hi havia un automòbil i a 46 n'hi havia dos o més.

### Piràmide de població
La piràmide de població per edats i sexe el 2009 era:
| Homes | Edats   | Dones |
| ----- | ------- | ----- |
| 0     | 95 o +  | 0     |
| 0     | 90 a 94 | 4     |
| 0     | 85 a 89 | 0     |
| 0     | 80 a 84 | 0     |
| 4     | 75 a 79 | 4     |
| 4     | 70 a 74 | 4     |
| 4     | 65 a 69 | 12    |
| 12    | 60 a 64 | 4     |
| 0     | 55 a 59 | 8     |
| 8     | 50 a 54 | 4     |
| 8     | 45 a 49 | 4     |
| 8     | 40 a 44 | 12    |
| 16    | 35 a 39 | 12    |
| 20    | 30 a 34 | 16    |
| 4     | 25 a 29 | 8     |
| 4     | 20 a 24 | 4     |
| 4     | 15 a 19 | 28    |
| 16    | 10 a 14 | 4     |
| 4     | 5 a 9   | 20    |
| 12    | 0 a 4   | 16    |

## Economia
El 2007 la població en edat de treballar era de 172 persones, 127 eren actives i 45 eren inactives. De les 127 persones actives 117 estaven ocupades (68 homes i 49 dones) i 9 estaven aturades (2 homes i 7 dones). De les 45 persones inactives 14 estaven jubilades, 13 estaven estudiant i 18 estaven classificades com a «altres inactius».

### Ingressos
El 2009 a Chaudun hi havia 88 unitats fiscals que integraven 270 persones, la mediana anual d'ingressos fiscals per persona era de 18.958 €.

### Activitats econòmiques
Dels 4 establiments que hi havia el 2007, 1 era d'una empresa de fabricació d'altres productes industrials, 1 d'una empresa de serveis i 2 d'entitats de l'administració pública.
L'any 2000 a Chaudun hi havia 5 explotacions agrícoles que ocupaven un total de 1.045 hectàrees.

## Equipaments sanitaris i escolars
El 2009 hi havia una escola elemental integrada dins d'un grup escolar amb les comunes properes formant una escola dispersa.

## Poblacions més properes
El següent diagrama mostra les poblacions més properes.